# Paolo Massa
Paolo Massa (Levone, 10 maggio 1822 – Torino, 22 febbraio 1887) è stato un politico italiano.

## Biografia
Fu deputato ininterrottamente dalla VII legislatura del Regno di Sardegna fino alla XIV legislatura del Regno d'Italia.